# Nina Ortlieb
Nina Ortlieb (Innsbruck, 2 april 1996) is een Oostenrijkse alpineskiester. Ze is de dochter olympisch kampioen alpineskiën Patrick Ortlieb.

## Carrière
Ortlieb maakte haar wereldbekerdebuut in januari 2014 in Altenmarkt-Zauchensee. In maart 2016 behaalde de Oostenrijkse in Sankt Moritz haar eerste wereldbekerpunten. In december 2019 behaalde ze in Lake Louise haar eerste toptienklassering in een wereldbekerwedstrijd.
Op 22 februari 2020 stond Ortlieb in Crans-Montana voor de eerste maal in haar carrière op het podium van een wereldbekerwedstrijd. Een week later boekte de Oostenrijkse in La Thuile haar eerste wereldbekerzege. In 2023 won ze zilver op de afdaling tijdens de wereldkampioenschappen in Méribel. Een maand later won ze de Super G tijdens de wereldbeker in Kjitfjell.
Ortlieb is meerdere malen lange tijd uitgeschakeld geweest door zware valpartijen. Zo kreeg ze in januari 2021 knieklachten en in december 2023 een dubbele beenbreuk. In 2023 had ze al minstens 20 operaties ondergaan vanwege een hele reeks aan verschillende breuken, en beschadigingen van haar neus.

## Resultaten

### Wereldkampioenschappen
| Jaar | Plaats             | Resultaten |
| ---- | ------------------ | ---------- |
| 2023 | Courchevel-Méribel | Afdaling   |

### Wereldbeker
Eindklasseringen
| Seizoen   | Algm | AD  | SG  | AC  |
| --------- | ---- | --- | --- | --- |
| 2015/2016 | 95e  | -   | 34e | -   |
| 2017/2018 | 100e | 41e | 51e | -   |
| 2018/2019 | 71e  | 33e | 35e | 28e |
| 2019/2020 | 12e  | 8e  | 6e  | 9e  |
| 2020/2021 | 61e  | 23e | 45e |     |
|           |      |     |     |     |
| 2022/2023 | 29e  | 9e  | 20e |     |
|           |      |     |     |     |
| 2024/2025 | 75e  | 30e | 50e |     |

Wereldbekerzeges
| Datum            | Plaats    | Onderdeel |
| ---------------- | --------- | --------- |
| 29 februari 2020 | La Thuile | Super G   |
| 5 maart 2023     | Kvitfjell | Super G   |